# Ватла
Ва́тла (ест. Vatla küla) — село в Естонії, у волості Ганіла повіту Ляенемаа.

## Населення
Чисельність населення на 31 грудня 2011 року становила 158 осіб.

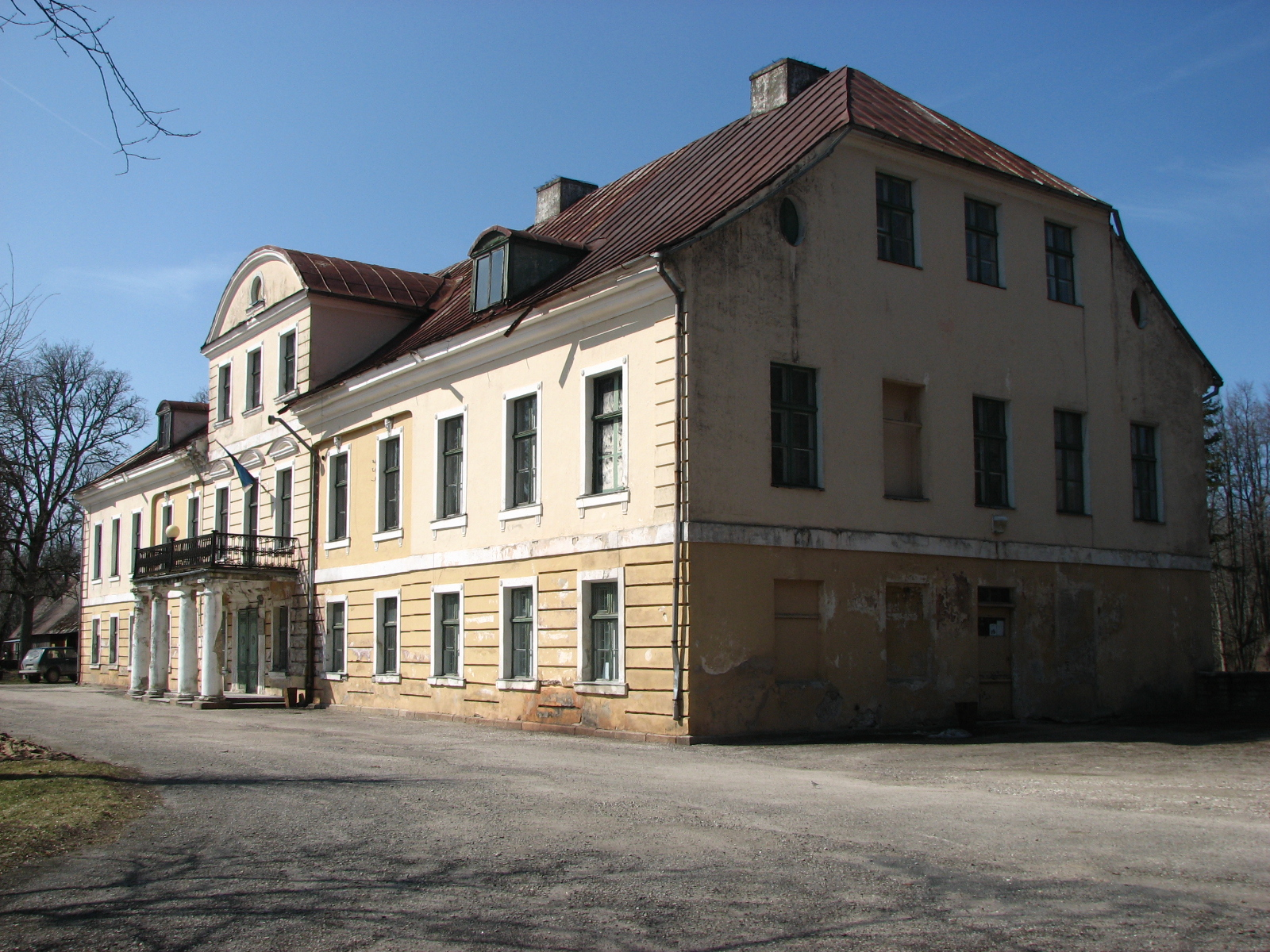
Миза Ватла